# AutoScan
AutoscanはフランスのプログラマーThomas Habetsが開発したLan内で稼働する全てのマシン情報を自動的に検索・取得するネットワークスキャナー。数多くのOSに対応している。

## 主な機能
取得できる情報はIPアドレスやMACアドレス、OSバージョンからあらゆるプロトコルの情報を収集する。